# Bandera de Liberia
La bandera de Liberia es muy semejante a la bandera de Estados Unidos. Ambas están compuestas por varias franjas rojas y blancas pero en el caso de la bandera de Liberia son once y en la estadounidense figuran trece. También en la bandera liberiana el cuadrante superior más próximo al mástil es de color azul pero solo contiene una estrella blanca de cinco puntas en su interior mientras que en la estadounidense son cincuenta.  La bandera es conocida como “la Estrella Solitaria” (Lonestar) en referencia a las estrellas de la bandera de EE. UU.
La semejanza con la bandera estadounidense refleja que el país se formó con antiguos esclavos procedentes de los Estados Unidos. Las once franjas representan a los once signatarios (firmantes) de la Declaración de Independencia de Liberia y los colores rojo y blanco simbolizan el coraje y la excelencia moral. La estrella blanca es el elemento alusivo a la libertad obtenida por los antiguos esclavos sobre el azul, que simboliza la tierra africana.
La bandera liberiana se usa como bandera de conveniencia por numerosos barcos de todo el mundo ya que permite disponer de mejores condiciones fiscales y menores restricciones respecto a otros países.

## Otras banderas

Bandera del Servicio de Aduanas de Liberia
Estandarte del Presidente de Liberia

## Banderas históricas

Bandera de Liberia (1827-1847)
Bandera de Liberia (1847-Actualidad)

## Banderas de condados
Liberia está subdividida en 15 condados, cada uno de los cuales tiene derecho a tener su propia bandera. La bandera de cada condado lleva la bandera nacional de Liberia en el cantón. Las banderas del condado ondean en las oficinas regionales y juntas rodean a la bandera nacional de Liberia en la Mansión Ejecutiva.
Las banderas fueron introducidas en 1965 por William Tubman con el fin de promover a los condados como entidades significativas. Su diseño se inspiró en la tradición del acolchado de Liberia.
Las banderas (particularmente la del condado de River Gee) han sido objeto de chistes por parte de miembros de comunidades de vexilología en línea en plataformas de redes sociales como Reddit y Facebook. Sin embargo, el vexilólogo Steven A. Knowlton sostiene que estas discusiones demuestran una falta de comprensión del contexto político y cultural de las banderas y de la construcción material de las banderas a partir de textiles en contraposición a la creación digital.

Bandera del condado de Bomi
Bandera del condado de Bong
Bandera del condado de Gbarpolu
Bandera del condado de Grand Bassa
Bandera del condado de Grand Cape Mount
Bandera del condado de Grand Gedeh
Bandera del condado de Grand Kru
Bandera del condado de Lofa
Bandera del condado de Margibi
Bandera del condado de Maryland
Bandera del condado de Montserrado
Bandera del condado de Nimba
Bandera del condado de Rivercess
Bandera del condado de River Gee
Bandera del condado de Sinoe

## Banderas similares

Bandera de Malasia
Bandera de Estados Unidos